# Wolfraam-176
Wolfraam-176 of 176W is een onstabiele radioactieve isotoop van wolfraam, een overgangsmetaal. De isotoop komt van nature niet op Aarde voor.
Wolfraam-176 kan ontstaan door radioactief verval van renium-176.
{\displaystyle {\ce {{^{176}_{75}Re}->{^{176}_{74}W}+{e^{+}}+{\nu }_{e}}}}

## Radioactief verval
Wolfraam-176 vervalt door elektronenvangst naar de radioactieve isotoop tantaal-176:
{\displaystyle {\ce {{^{176}_{74}W}+{e^{-}}->{^{176}_{73}Ta}+{\nu }_{e}}}}
De halveringstijd bedraagt 2,5 uur.
157W · 158W · 158mW · 159W · 160W · 161W · 162W · 163W · 164W · 165W · 166W · 167W · 168W · 169W · 170W · 171W · 172W · 173W · 174W · 175W · 176W · 177W · 178W · 179W · 179m1W · 179m2W · 179m3W · 180W · 180m1W · 180m2W · 181W · 182W · 183W · 183mW · 184W · 185W · 185mW · 186W · 186m1W · 186m2W · 187W · 188W · 189W · 190W · 190mW · 191W · 192W · 193W · 194W · 195W · 196W · 197W